# Propontocypris cedunaensis
Propontocypris cedunaensis is een mosselkreeftjessoort uit de familie van de Pontocyprididae. De wetenschappelijke naam van de soort is voor het eerst geldig gepubliceerd in 1980 door Hartmann.